# 丁香色凤仙花
丁香色凤仙花（学名：Impatiens lilacina）为凤仙花科凤仙花属的植物。分布在中国大陆的云南等地，生长于海拔1,900米的地区，见于山地林中，目前尚未由人工引种栽培。